# Adrianna Franch
Adrianna Nichole Franch, detta A.D. (Salina, 12 novembre 1990), è una calciatrice statunitense, portiere del Birmingham City.

## Carriera

### Nazionale
Franch viene chiamata dalla federazione calcistica degli Stati Uniti d'America per vestire le maglie delle giovanili under 20 e under 23, disputando il Torneo di La Manga.
Viene convocata nella nazionale maggiore nel maggio 2012, tuttavia il suo debutto avviene solo nel 2019.

## Palmarès

### Club
- National Women's Soccer League: 1

Portland Thorns: 2017
- NWSL Challenge Cup: 1

Portland Thorns: 2021
- NWSL x Liga MX Femenil Summer Cup: 1

Kansas City Current: 2024

### Nazionale
- Campionato mondiale: 1

2019
- Bronzo olimpico: 1

Tokyo 2020
- SheBelieves Cup: 1

2020
- Tournament of Nations: 1

2018